# ウインズ新橋
ウインズ新橋（ウインズしんばし）は、東京都港区西新橋にあった日本中央競馬会 (JRA) の場外勝馬投票券発売所 (WINS) である。
なお本項では千葉県競馬組合の場外勝馬投票券発売所であった新橋場外発売所（しんばしじょうがいはつばいじょ）についても記述する。

## 概要
建物はJRA本部と共に設置されており、ウインズは建物内の1Fから3Fとなっていた。入口は建物の裏側に設置されていたが、JRA本部側からも入場することができた。
2014年12月29日をもって、「経年劣化による建物の老朽化により、将来にわたる競馬観覧の環境提供が困難である」という理由により営業を終了、翌15年7月にJRA本部自体も港区六本木6-11 (六本木ヒルズゲートタワー)に移転した。

## 新橋場外発売所
1994年から新橋場外発売所として千葉県競馬組合により船橋競馬場の馬券を発売していた。ただし発売は船橋競馬場開催時の馬券のみであり、他の南関東公営競馬の馬券は発売されない。新橋場外としての発売と払戻はウインズ新橋の2Fと3Fで行なわれていた。
上記のウインズ新橋の閉鎖に伴い、千葉県競馬組合主催での「新橋場外」も2014年12月5日の開催をもって廃止された。

## 交通
- 都営地下鉄三田線内幸町駅下車、徒歩2分。
- 東京メトロ銀座線虎ノ門駅下車、徒歩3分。
- 東京地下鉄各線霞ケ関駅C3出口から徒歩5分。
- 新橋駅からは日比谷口より西へ徒歩10分。